# Hipódromo de Trentham
El Hipódromo de Flemington (en inglés: Trentham Racecourse) es el principal centro de carreras de caballos pura sangre para el área de la ciudad de Wellington, en Nueva Zelanda. Las principales carreras celebradas allí incluyen a G2 Wellington Cup; 2400m (3200m desde 1940-2008); G1 New Zealand Oaks; 2400m; G1 Telegraph Handicap 1200m; G1 Thorndon Mile 1600m; G1 Captain Cook Stakes 1600m.
La Desert Gold Stakes es una carrera de caballos celebrada en Trentham nombrado en honor de la gran potra, oro del desierto. Los caballos que participan son potrancas de 3 años de edad, sobre unos 1600 metros. Se celebra el día de la Copa Wellington a finales de enero.